# Lorenzo Insigne
Lorenzo Insigne (Nápoles, 4 de junio de 1991) es un futbolista italiano que juega de delantero. Es internacional con la selección nacional de Italia.
Comenzó su carrera profesional con el Napoli en 2009, haciendo su debut en la Serie A en 2010, pero luego fue enviado en temporadas consecutivas al Cavese, al Foggia y al Pescara, antes de regresar a Napoli en 2012. Desde su regreso al equipo partenopeo, ha logrado dos Copas Italia y una Supercopa de Italia.
Es capaz de jugar en cualquier lugar de la zona de ataque, pero generalmente se despliega como extremo izquierdo. Es conocido en particular por su creatividad, velocidad y capacidad técnica, así como por su precisión en los tiros libres.
Ha representado al equipo nacional de Italia sub-21, con el que ganó una medalla de subcampeón en el Campeonato de Europa Sub-21 de la UEFA 2013. Hizo su debut para el equipo adulto en septiembre de 2012 y ha representado a Italia en la Copa Mundial de la FIFA 2014, en la UEFA Euro 2016 y en la UEFA Euro 2020, de la que se coronó campeón.

## Biografía
Lorenzo Insigne es de Frattamaggiore, municipio en la Ciudad metropolitana de Nápoles, y es el hermano mayor del también futbolista Roberto Insigne. El 31 de diciembre de 2012 se casó con Genoveffa Darone, de la que el 4 de abril de 2013 tuvo su primer hijo, Carmine, y el 13 de marzo de 2015 su segundo hijo, Christian.

## Trayectoria
Formado en las categorías inferiores del Napoli, debutó con el primer equipo en la Serie A el 24 de enero de 2010, en el partido de visitante ante el Livorno, sustituyendo a Germán Denis en los minutos finales. El 11 de febrero fue cedido a préstamo a la Cavese de la Lega Pro Prima Divisione, donde totalizó 10 presencias. La temporada siguiente fue cedido al Foggia del técnico checo Zdeněk Zeman, jugando 33 partidos y marcando 19 tantos. En 2011 fue cedido al Pescara, siendo entrenado otra vez por Zeman; durante la temporada destacó y con sus 37 presencias y 18 goles contribuyó al ascenso del club de los Abruzos a la Serie A.
En 2012 volvió al Napoli y alargó el contrato hasta 2017. Su segundo debut con la camiseta napolitana se produjo en la primera fecha de la temporada, en el Estadio Renzo Barbera contra el Palermo (3-0 para el Napoli), empezando como titular por primera vez en la máxima división. El 16 de septiembre marcó su primer gol con la camiseta azzurra  en el Estadio San Paolo ante el Parma (3-1). Después de cuatro días, debutó en la Liga Europea, disputando de titular el partido contra el AIK sueco (4-0).
El 13 de enero de 2013, en el partido de local frente al Palermo, finalizado con el resultado de 3-0 a favor de los napolitanos, marcó su cuarto gol en la liga y jugó los últimos seis minutos junto a su hermano Roberto, que debutaba en la Serie A; la última vez que dos hermanos jugaron en el Napoli en un mismo encuentro había ocurrido 75 años atrás: en esa ocasión, el 16 de mayo de 1937, fueron los oriundos Ítalo-argentinos Antonio y Nicola Ferrara. El 27 de enero le fue entregado el Premio como mejor futbolista de la temporada anterior de Serie B, durante la ceremonia del Gran Galà del calcio AIC, ex aequo con sus excompañeros del Pescara Ciro Immobile y Marco Verratti. Concluyó la temporada con 5 goles y 7 asistencias en 37 partidos de liga, 1 de Copa Italia y 5 de Liga Europea.
El 26 de agosto de 2013 firmó la renovación de su contrato con el conjunto partenopeo hasta 2018. El 18 de septiembre debutó en la Liga de Campeones de la UEFA, en el partido de local contra el Borussia Dortmund, dándole la victoria al Napoli (2-1) con su primer gol en las copas continentales. El 12 de enero de 2014 marcó su primer gol de la temporada en la liga contra el Verona (3-0). El 27 de febrero, gracias al gol en el partido de vuelta de los dieciseisavos de final de Liga Europea contra el Swansea (3-1 para los azzurri), fue decisivo en la clasificación para la siguiente ronda.
Insigne acumuló anotaciones en todas las competiciones en las que participaba, convirtiéndose en el segundo futbolista en marcar en Serie A, Champions, Liga Europea y Copa Italia en la misma temporada, después de Antonio Di Natale. El 13 de abril vistió el brazalete de capitán por primera vez. El 13 de mayo siguiente, el futbolista de Frattamaggiore se coronó campeón de la Copa Italia, marcando un doblete en la final contra la Fiorentina en el Estadio Olímpico de Roma; además, junto a otros seis jugadores, entre los cuales su compañero José Callejón, fue el goleador del torneo.
El 4 de noviembre de 2014 el Napoli renovó hasta 2019 al delantero. El 9 de noviembre, durante el partido de liga ante la Fiorentina, sufre una rotura del ligamento cruzado anterior en la rodilla derecha y estará alrededor de seis meses de baja. Volvió a jugar el 4 de abril de 2015, ingresando en los minutos finales del partido contra la Roma, y volvió a marcar el 26 de abril siguiente, ante la Sampdoria.
El 26 de septiembre de 2015 alcanzó las 100 presencias en la Serie A con el Napoli, en el partido contra la Juventus de Turín en el San Paolo finalizado 2 a 1 para los napolitanos. El 4 de octubre siguiente realizó su primer doblete en la Serie A contra el AC Milan en San Siro (4 a 0 a favor del Napoli). El 10 de diciembre marcó su primer gol en la Liga Europea contra el Legia de Varsovia polaco (partido finalizado 5 a 2 para los azzurri).
Las actuaciones prolíficas de Insigne incluso llevaron a comparaciones con la exleyenda napolitana Diego Maradona.
En abril de 2017 anotó su tercer doblete en cuatro apariciones con el Napoli para llevar su cuenta a 14 goles en la temporada de la Serie A, superando su mejor marca personal anterior en una sola campaña. El 14 de octubre de 2017, Insigne anotó su gol número 100 en su carrera en una victoria por 1-0 sobre la Roma en la Serie A.
Después de la salida de Marek Hamšík del club en febrero de 2019, Insigne se convirtió en el capitán oficial del Nápoles.
El 8 de enero de 2022 se confirmó su marcha del club una vez expirara su contrato al finalizar la temporada para jugar en la Major League Soccer con el Toronto F. C.

## Selección nacional
Con la selección sub-20 de Italia disputó 5 partidos, marcando un gol contra Polonia. El 6 de octubre de 2011 debutó en la sub-21, marcando dos goles ante Liechtenstein. Con la selección absoluta ha sido internacional en 54 ocasiones y ha marcado 10 goles. Debutó el 11 de septiembre de 2012, en un encuentro ante la selección de Malta que finalizó con marcador de 2-0 a favor de los italianos. El 13 de mayo de 2014 el entrenador de la selección italiana, Cesare Prandelli, lo incluyó en la nómina preliminar de 30 jugadores convocados para la Copa Mundial de Fútbol de 2014. Fue confirmado en la lista definitiva de 23 jugadores el 1 de junio.

### Participaciones en Copas del Mundo
| Mundial           | Sede   | Resultado    | Partidos | Goles |
| ----------------- | ------ | ------------ | -------- | ----- |
| Copa Mundial 2014 | Brasil | Primera fase | 1        | 0     |

### Participaciones en Eurocopas
| Eurocopa                | Sede    | Resultado        | Partidos | Goles |
| ----------------------- | ------- | ---------------- | -------- | ----- |
| Eurocopa Sub-21 de 2013 | Israel  | Subcampeón       | 4        | 1     |
| Eurocopa 2016           | Francia | Cuartos de final | 3        | 0     |
| Eurocopa 2020           | Europa  | Campeón          | 6        | 2     |

## Estilo de juego

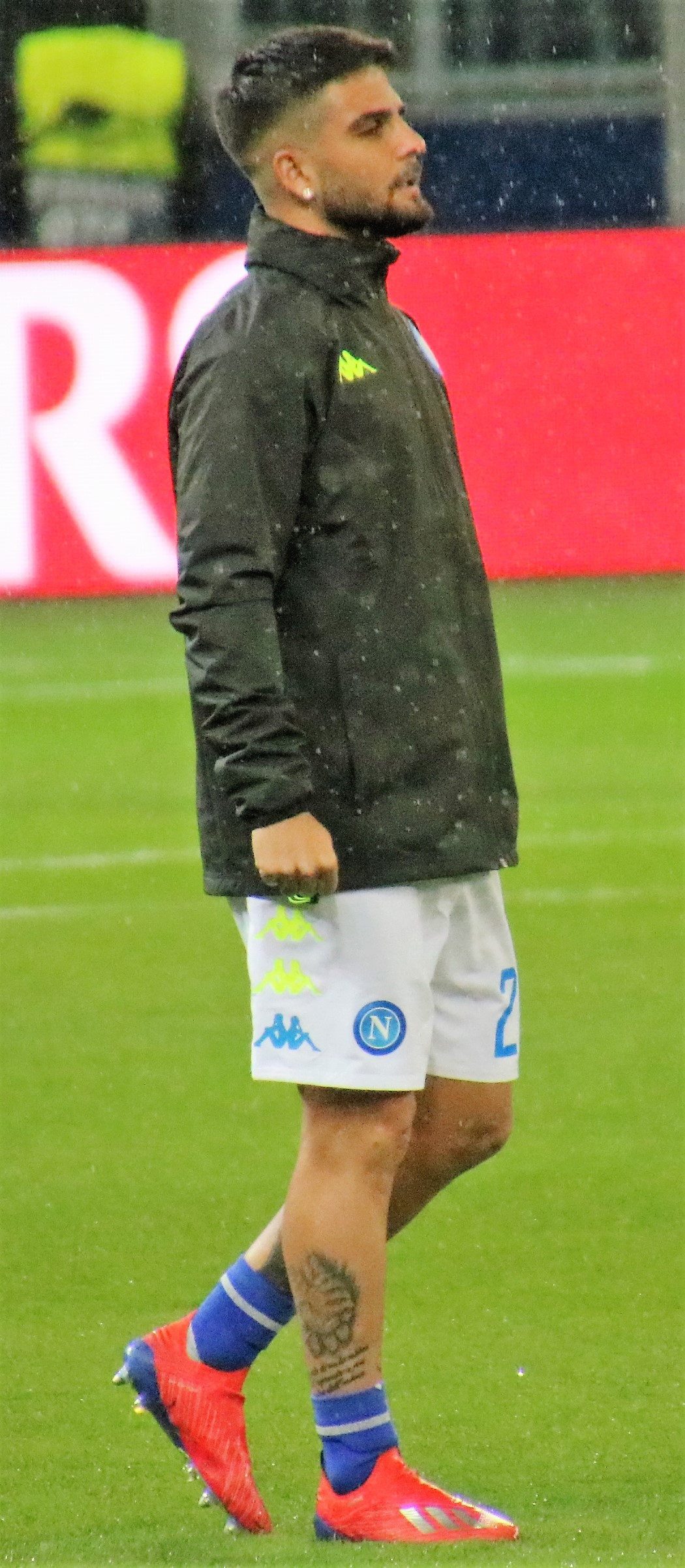
Lorenzo Insigne, estandarte del Napoli.

Apodado "Lorenzo Il Magnifico", es un extremo izquierdo, pequeño, diestro, hábil y rápido, con talento para el gol, que generalmente se despliega por la izquierda en un 4–3–3 o en un 4–2–3–1 en la formación, lo que le permite cortar dentro y rizar tiros en la portería con su pie más fuerte, el típico tiro denominado en Nápoles "o'tiragir". Aunque su papel preferido es en el flanco izquierdo, es un delantero trabajador y versátil tácticamente, capaz de jugar en cualquier Posición ofensiva a ambos lados de la cancha, o incluso a través del centro. 
El bajo centro de gravedad resultante de Insigne, combinado con su creatividad, pies rápidos y habilidad técnica, lo hacen extremadamente rápido y ágil en posesión, y le dan un excelente equilibrio y control de la pelota, lo que, junto con su talento hace que su movimiento sea inteligente, acompañado de la velocidad y las habilidades de driblar que le permiten vencer a los oponentes y crear espacios para su equipo en áreas de ataque.
Considerado como uno de los prospectos más prometedores de Italia en su juventud, debido a sus atributos, habilidad, ritmo y pequeña estatura, su excompañero de equipo en Nápoles y el capitán de Macedonia Goran Pandev, entre otros se han referido a él como el "Messi italiano".
Después de marcar un gol, Insigne a menudo celebra haciendo un gesto de "corazón" con las manos.

## Estadísticas

### Clubes
Actualizado de acuerdo al último partido jugado el 31 de mayo de 2025.
| Club                          | Div.          | Temporada     | Liga  | Liga  | Liga   | Copas nacionales | Copas nacionales | Copas nacionales | Torneos internacionales | Torneos internacionales | Torneos internacionales | Total | Total | Total  |
| Club                          | Div.          | Temporada     | Part. | Goles | Asist. | Part.            | Goles            | Asist.           | Part.                   | Goles                   | Asist.                  | Part. | Goles | Asist. |
| ----------------------------- | ------------- | ------------- | ----- | ----- | ------ | ---------------- | ---------------- | ---------------- | ----------------------- | ----------------------- | ----------------------- | ----- | ----- | ------ |
| S. S. C. Napoli · Italia      | 1.ª           | 2009-10       | 1     | 0     | 0      | —                | —                | —                | —                       | —                       | —                       | 1     | 0     | 0      |
| Cavese 1919 · Italia          | 3.ª           | 2009-10       | 10    | 0     | 0      | —                | —                | —                | —                       | —                       | —                       | 10    | 0     | 0      |
| Cavese 1919 · Italia          | Total club    | Total club    | 10    | 0     | 0      | 0                | 0                | 0                | 0                       | 0                       | 0                       | 10    | 0     | 0      |
| Foggia Calcio · Italia        | 3.ª           | 2010-11       | 33    | 19    | 4      | —                | —                | —                | —                       | —                       | —                       | 33    | 19    | 4      |
| Foggia Calcio · Italia        | Total club    | Total club    | 33    | 19    | 4      | 0                | 0                | 0                | 0                       | 0                       | 0                       | 33    | 19    | 4      |
| Delfino Pescara 1936 · Italia | 2.ª           | 2011-12       | 37    | 18    | 14     | 1                | 2                | 0                | —                       | —                       | —                       | 38    | 20    | 14     |
| Delfino Pescara 1936 · Italia | Total club    | Total club    | 37    | 18    | 14     | 1                | 2                | 0                | 0                       | 0                       | 0                       | 38    | 20    | 14     |
| S. S. C. Napoli · Italia      | 1.ª           | 2012-13       | 37    | 5     | 7      | 1                | 0                | 0                | 5                       | 0                       | 2                       | 43    | 5     | 9      |
| S. S. C. Napoli · Italia      | 1.ª           | 2013-14       | 36    | 3     | 10     | 5                | 3                | 0                | 10                      | 3                       | 1                       | 51    | 9     | 11     |
| S. S. C. Napoli · Italia      | 1.ª           | 2014-15       | 20    | 2     | 3      | 1                | 0                | 0                | 7                       | 0                       | 3                       | 28    | 2     | 6      |
| S. S. C. Napoli · Italia      | 1.ª           | 2015-16       | 37    | 12    | 9      | —                | —                | —                | 5                       | 1                       | 1                       | 42    | 13    | 10     |
| S. S. C. Napoli · Italia      | 1.ª           | 2016-17       | 37    | 18    | 8      | 4                | 1                | 3                | 8                       | 1                       | 0                       | 49    | 20    | 11     |
| S. S. C. Napoli · Italia      | 1.ª           | 2017-18       | 37    | 8     | 10     | 2                | 1                | 1                | 9                       | 5                       | 2                       | 48    | 14    | 13     |
| S. S. C. Napoli · Italia      | 1.ª           | 2018-19       | 28    | 10    | 5      | 2                | 0                | 1                | 11                      | 4                       | 0                       | 41    | 14    | 6      |
| S. S. C. Napoli · Italia      | 1.ª           | 2019-20       | 37    | 8     | 6      | 4                | 3                | 1                | 5                       | 2                       | 1                       | 46    | 13    | 8      |
| S. S. C. Napoli · Italia      | 1.ª           | 2020-21       | 35    | 19    | 7      | 5                | 0                | 1                | 8                       | 0                       | 3                       | 48    | 19    | 11     |
| S. S. C. Napoli · Italia      | 1.ª           | 2021-22       | 32    | 11    | 9      | —                | —                | —                | 5                       | 2                       | 1                       | 37    | 13    | 10     |
| S. S. C. Napoli · Italia      | Total club    | Total club    | 337   | 96    | 74     | 24               | 8                | 7                | 73                      | 18                      | 14                      | 434   | 122   | 95     |
| Toronto F. C. · Canadá        | 1.ª           | 2022          | 11    | 6     | 2      | 1                | 0                | 0                | —                       | —                       | —                       | 12    | 6     | 2      |
| Toronto F. C. · Canadá        | 1.ª           | 2023          | 20    | 4     | 4      | 1                | 1                | 0                | —                       | —                       | —                       | 21    | 5     | 4      |
| Toronto F. C. · Canadá        | 1.ª           | 2024          | 23    | 4     | 6      | 4                | 1                | 0                | 3                       | 2                       | 1                       | 30    | 7     | 7      |
| Toronto F. C. · Canadá        | 1.ª           | 2025          | 12    | 1     | 2      | 1                | 0                | 0                | —                       | —                       | —                       | 13    | 1     | 2      |
| Toronto F. C. · Canadá        | Total club    | Total club    | 66    | 15    | 14     | 7                | 2                | 0                | 3                       | 2                       | 1                       | 76    | 19    | 15     |
| Total carrera                 | Total carrera | Total carrera | 483   | 148   | 106    | 32               | 12               | 7                | 76                      | 20                      | 15                      | 591   | 180   | 129    |
| 1. 2. 3.                      |               |               |       |       |        |                  |                  |                  |                         |                         |                         |       |       |        |

### Selecciones
| Selección | Año               | Amistosos | Amistosos | Amistosos | Europa(1) | Europa(1) | Europa(1) | Mundial(2) | Mundial(2) | Mundial(2) | Total | Total | Total  |
| Selección | Año               | Part.     | Goles     | Asist.    | Part.     | Goles     | Asist.    | Part.      | Goles      | Asist.     | Part. | Goles | Asist. |
| --- | ----------------- | --------- | --------- | --------- | --------- | --------- | --------- | ---------- | ---------- | ---------- | ----- | ----- | ------ |
| Sub-20 · Italia | 2010              | 1         | 0         | 0         | —         | —         | —         | —          | —          | —          | 1     | 0     | 0      |
| Sub-20 · Italia | 2011              | 4         | 1         | 0         | —         | —         | —         | —          | —          | —          | 4     | 1     | 0      |
| Sub-20 · Italia | Total             | 5         | 1         | 0         | 0         | 0         | 0         | 0          | 0          | 0          | 5     | 1     | 0      |
| Sub-21 · Italia | 2011              | —         | —         | —         | 2         | 2         | 2         | —          | —          | —          | 2     | 2     | 2      |
| Sub-21 · Italia | 2012              | 3         | 2         | 0         | 3         | 1         | 0         | —          | —          | —          | 6     | 3     | 0      |
| Sub-21 · Italia | 2013              | 3         | 1         | 1         | 4         | 1         | 2         | —          | —          | —          | 7     | 2     | 3      |
| Sub-21 · Italia | Total             | 6         | 3         | 1         | 9         | 4         | 4         | 0          | 0          | 0          | 15    | 7     | 5      |
| Absoluta · Italia | 2012              | —         | —         | —         | 1         | 0         | 0         | —          | —          | —          | 1     | 0     | 0      |
| Absoluta · Italia | 2013              | 1         | 1         | 0         | 2         | 0         | 1         | —          | —          | —          | 3     | 1     | 1      |
| Absoluta · Italia | 2014              | 1         | 0         | 0         | —         | —         | —         | 1          | 0          | 0          | 2     | 0     | 0      |
| Absoluta · Italia | 2015              | —         | —         | —         | —         | —         | —         | —          | —          | —          | 0     | 0     | 0      |
| Absoluta · Italia | 2016              | 3         | 1         | 0         | 4         | 0         | 0         | —          | —          | —          | 7     | 1     | 0      |
| Absoluta · Italia | 2017              | 1         | 0         | 0         | 7         | 1         | 1         | —          | —          | —          | 8     | 1     | 1      |
| Absoluta · Italia | 2018              | 6         | 1         | 0         | 3         | 0         | 0         | —          | —          | —          | 9     | 1     | 0      |
| Absoluta · Italia | 2019              | —         | —         | —         | 4         | 3         | 1         | —          | —          | —          | 4     | 3     | 1      |
| Absoluta · Italia | 2020              |           |           |           | 4         | 0         | 3         | —          | —          | —          | 4     | 0     | 3      |
| Absoluta · Italia | 2021              | 1         | 1         | 1         | 14        | 2         | 3         | —          | —          | —          | 15    | 3     | 4      |
| Absoluta · Italia | 2022              | —         | —         | —         | 1         | 0         | 0         | —          | —          | —          | 1     | 0     | 0      |
| Absoluta · Italia | Total             | 13        | 4         | 1         | 40        | 6         | 9         | 1          | 0          | 0          | 54    | 10    | 10     |
| Total selecciones | Total selecciones | 25        | 7         | 3         | 29        | 8         | 7         | 1          | 0          | 0          | 74    | 18    | 15     |
| (1) Incluye los partidos de la Eurocopa Sub-21 (2013); Clasificatorias Europeas / Eurocopa / Liga de las Naciones de la UEFA (2012-Act.). |                   |           |           |           |           |           |           |            |            |            |       |       |        |

### Resumen estadístico
| Torneo                  | Part. | Goles | Asist. |
| ----------------------- | ----- | ----- | ------ |
| Liga                    | 482   | 148   | 106    |
| Copas nacionales        | 32    | 12    | 7      |
| Torneos internacionales | 76    | 20    | 15     |
| Selección de Italia     | 54    | 10    | 10     |
| Total                   | 644   | 190   | 139    |

## Palmarés

### Campeonatos nacionales
| Título              | Club            | País   | Año  |
| ------------------- | --------------- | ------ | ---- |
| Serie B             | Pescara Calcio  | Italia | 2012 |
| Copa Italia         | S. S. C. Napoli | Italia | 2014 |
| Supercopa de Italia | S. S. C. Napoli | Italia | 2014 |
| Copa Italia         | S. S. C. Napoli | Italia | 2020 |

### Campeonatos internacionales
| Título   | Club (*)            | Sede   | Año  |
| -------- | ------------------- | ------ | ---- |
| Eurocopa | Selección de Italia | Europa | 2020 |

(*) Incluyendo la selección.

### Distinciones individuales
| Distinción                                                | Año  |
| --------------------------------------------------------- | ---- |
| Gran Galà del calcio AIC - Mejor futbolista de la Serie B | 2012 |
| Máximo goleador de la Copa Italia (3 goles)               | 2014 |